# Береника IV
Берени́ка IV (др.-греч. Βερενίκη; 77—55 годы до н. э.) — дочь Птолемея XII и Клеопатры VI Трифаэны, сестра знаменитой Клеопатры VII (возлюбленной Юлия Цезаря и Марка Антония). Береника любила моду, развлечения и драгоценности. Была достаточно ленивой и боялась крестьян, рабов и других представителей низших классов. Говорила только на своём родном языке, была слабообразованной. Была в большой мере ребёнком, любила своих друзей и семью и отличалась большой красотой. В 58 году до н. э. Птолемей XII и Клеопатра VII бежали в Рим за поддержкой, а Береника стала соцарствовать вместе с Клеопатрой VI Трифаэной, ставшей слишком могущественной. После смерти Трифаэны в 57 году Береника стала единственной правительницей Египта. После их возвращения она была свергнута и казнена.
От незамужней женщины, правящей Египтом, ожидали вступления в брак и назначения своего мужа соправителем. Она этого не сделала. Когда её советники вынудили выйти замуж за Селевка Кибиозакта, она приказала его задушить и правила далее самостоятельно. Позже она вышла замуж за Архелая, который ранее был назначен Помпеем верховным жрецом Команы в Каппадокии и считался сыном Митридата VI. Страбон говорит, что его отцом был Архелай — военачальник Митридата VI в его первой войне с Римом.
Царствование Береники закончилось в 55 году до н. э. когда её отец вернул себе трон с помощью римлян под командованием Авла Габиния. Береника была обезглавлена, и её голову принесли отцу на подносе, в то время как Клеопатра VII тайно за этим наблюдала. Архелай, бывший согласно Страбону в дружественных отношениях с Авлом Габинием, погиб в битве.